# Säntis (kanton)
Het kanton Säntis was een kanton ten tijde van de Helvetische Republiek van 1798 tot 1803. Het is genoemd naar de berg Säntis.
Het werd in 1798 gevormd uit de gebieden van de stad Sankt Gallen en de vorstabdij van Sankt Gallen, de landvoogdij Rheintal en kanton Appenzell. De hoofdstad was Sankt Gallen.
Met de mediationsakte van 1803 werd de soevereiniteit van de beide Appenzell kantons (Appenzell Innerrhoden en Appenzell Ausserrhoden weer hersteld. De overige gebieden vormden vanaf toen het kanton Sankt Gallen.
- Gemeinsame Normdatei: 63883-3
- Historisch woordenboek van Zwitserland: 008634
- Virtual International Authority File: 148345992